# Matelea cornejoi
Matelea cornejoi är en oleanderväxtart som beskrevs av Morillo. Matelea cornejoi ingår i släktet Matelea och familjen oleanderväxter. Inga underarter finns listade i Catalogue of Life.